# Zsa Zsa Gábor

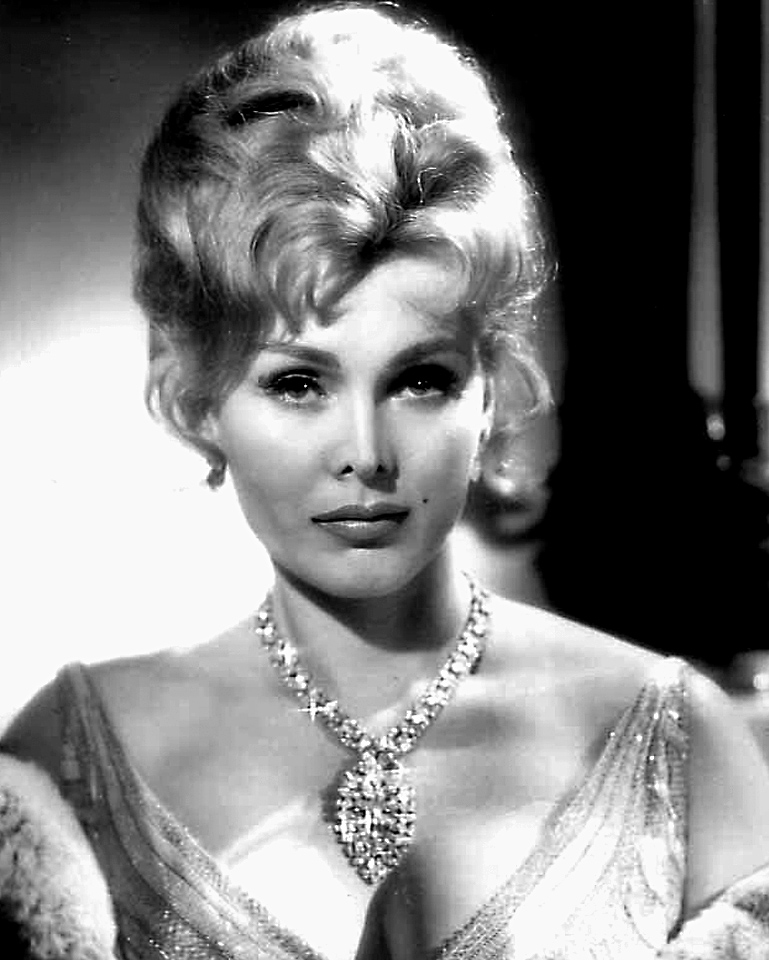
Zsa Zsa Gábor în 1959

Zsa Zsa Gabor (n. 6 februarie 1917, Budapesta, Austro-Ungaria - d. 18 decembrie 2016), cunoscută și ca Prințesa Sári von Anhalt de la căsătoria cu Prințul Frédéric von Anhalt, a fost o actriță americană de origine maghiară, fostă regină a frumuseții a Ungariei în 1936. A emigrat în Statele Unite în 1941.
A fost căsătorită de nouă ori. A divorțat de șapte ori și o căsătorie a fost anulată.

## Filmografie selectivă
- 1952 Moulin Rouge  (Moulin Rouge), regia John Huston
- 1953 Inamicul public nr. 1 (L'Ennemi public no 1), regia Henri Verneuil
- 1953 Lili, regia Charles Walters
- 1958 Stigmatul răului (Touch of Evil), regia Orson Welles